# 牛久保東

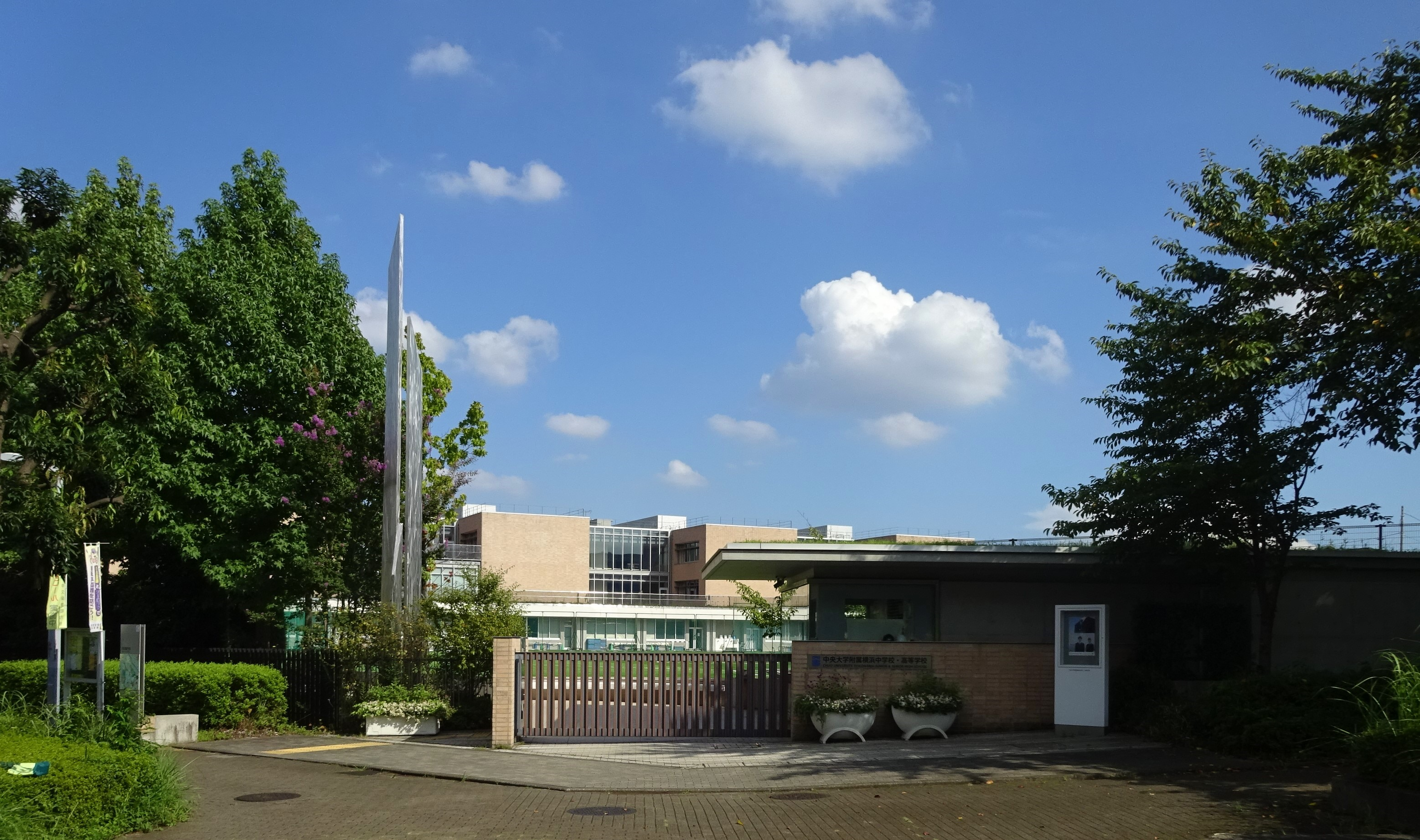
中央大学附属横浜中学校・高等学校

牛久保東（うしくぼひがし）は、神奈川県横浜市都筑区の地名。現行行政地名は牛久保東一丁目から牛久保東三丁目。住居表示実施済区域。

## 地理
都筑区の北部に位置し、東と南に大棚町、南西に大棚西、西に中川中央、北西に牛久保西、北に南山田、北東に南山田町と接している。

### 面積
面積は以下の通りである。
| 丁目           | 面積（km²） |
| -------------- | ----------- |
| 牛久保東一丁目 | 0.209       |
| 牛久保東二丁目 | 0.129       |
| 牛久保東三丁目 | 0.109       |
| 計             | 0.447       |

### 地価
住宅地の地価は、2025年（令和7年）1月1日の公示地価によれば、牛久保東1-33-25の地点で46万2000円/m²、牛久保東1-3-2の地点で40万6000円/m²、牛久保東2-14-4の地点で35万円/m²となっている。

## 歴史

### 沿革
- 1994年（平成6年）11月6日 - 住居表示の実施[9]に伴い、牛久保町、大棚町、中川町、南山田町の各一部から牛久保東一丁目と牛久保東二丁目を新設[10]。行政区の再編成も同日に行われ、横浜市都筑区牛久保東一丁目・牛久保東二丁目となる[11]。
- 1995年（平成7年）10月16日 - 住居表示の実施[12]に伴い、牛久保町の一部から牛久保東三丁目を新設[13]。

### 町名の変遷
| 実施後         | 実施年月日                | 実施前（各町名ともその一部）         |
| -------------- | ------------------------- | ------------------------------------ |
| 牛久保東一丁目 | 1994年（平成6年）11月6日  | 牛久保町、大棚町、中川町（各一部）   |
| 牛久保東二丁目 | 1994年（平成6年）11月6日  | 牛久保町、大棚町、南山田町（各一部） |
| 牛久保東三丁目 | 1995年（平成7年）10月16日 | 牛久保町（一部）                     |

## 世帯数と人口
2025年（令和7年）6月30日現在（横浜市発表）の世帯数と人口は以下の通りである。
| 丁目           | 世帯数    | 人口    |
| -------------- | --------- | ------- |
| 牛久保東一丁目 | 1,011世帯 | 2,573人 |
| 牛久保東二丁目 | 790世帯   | 2,128人 |
| 牛久保東三丁目 | 179世帯   | 377人   |
| 計             | 1,980世帯 | 5,078人 |

### 人口の変遷
国勢調査による人口の推移。
| 年                 | 人口  |
| ------------------ | ----- |
| 1995年（平成7年）  | 1,240 |
| 2000年（平成12年） | 3,474 |
| 2005年（平成17年） | 4,311 |
| 2010年（平成22年） | 4,799 |
| 2015年（平成27年） | 5,122 |
| 2020年（令和2年）  | 5,176 |

### 世帯数の変遷
国勢調査による世帯数の推移。
| 年                 | 世帯数 |
| ------------------ | ------ |
| 1995年（平成7年）  | 400    |
| 2000年（平成12年） | 1,141  |
| 2005年（平成17年） | 1,432  |
| 2010年（平成22年） | 1,647  |
| 2015年（平成27年） | 1,768  |
| 2020年（令和2年）  | 1,854  |

## 学区
市立小・中学校に通う場合、学区は以下の通りとなる（2024年11月時点）。
| 丁目           | 番・番地等 | 小学校             | 中学校             |
| -------------- | ---------- | ------------------ | ------------------ |
| 牛久保東一丁目 | 全域       | 横浜市立中川小学校 | 横浜市立中川中学校 |
| 牛久保東二丁目 | 全域       | 横浜市立中川小学校 | 横浜市立中川中学校 |
| 牛久保東三丁目 | 全域       | 横浜市立中川小学校 | 横浜市立中川中学校 |

## 事業所
2021年（令和3年）現在の経済センサス調査による事業所数と従業員数は以下の通りである。
| 丁目           | 事業所数 | 従業員数 |
| -------------- | -------- | -------- |
| 牛久保東一丁目 | 47事業所 | 459人    |
| 牛久保東二丁目 | 16事業所 | 145人    |
| 牛久保東三丁目 | 13事業所 | 55人     |
| 計             | 76事業所 | 659人    |

### 事業者数の変遷
経済センサスによる事業所数の推移。
| 年                 | 事業者数 |
| ------------------ | -------- |
| 2016年（平成28年） | 59       |
| 2021年（令和3年）  | 76       |

### 従業員数の変遷
経済センサスによる従業員数の推移。
| 年                 | 従業員数 |
| ------------------ | -------- |
| 2016年（平成28年） | 573      |
| 2021年（令和3年）  | 659      |

## 施設
- 中央大学附属横浜中学校・高等学校
- 横浜市立中川小学校

## その他

### 日本郵便
- 郵便番号 : 224-0014[3]（集配局：都筑郵便局[23]）

### 警察
町内の警察の管轄区域は以下の通りである。
| 丁目           | 番・番地等 | 警察署     | 交番・駐在所       |
| -------------- | ---------- | ---------- | ------------------ |
| 牛久保東一丁目 | 全域       | 都筑警察署 | センター北駅前交番 |
| 牛久保東二丁目 | 全域       | 都筑警察署 | 北山田駅前交番     |
| 牛久保東三丁目 | 全域       | 都筑警察署 | 北山田駅前交番     |